# Marigot (Sint-Maarten)
Marigot is de hoofdplaats van het Franse gedeelte van het eiland Sint Maarten. De plaats is een vrijhaven.
In 2017 was het inwoneraantal 3.229.
Marigot werd hoofdstad tijdens de regeerperiode van Lodewijk XVI. Deze liet het Fort Louis bouwen op een heuvel bij de Baai van Marigot. Dit is nog steeds het belangrijkste gebouw van Marigot.
De veerboot naar Blowing Point, Anguilla vertrekt van de haven van Marigot.
- Library of Congress Control Number: no99009699
- Nationale Bibliotheek van Israël: 987007489332305171
- Virtual International Authority File: 131671836
- WorldCat: E39PBJtRDWXWw6KqxpvMkY6R8C

Anse Marcel · Baie-Orientale · Cul de Sac · Grand Case · Marigot · Oyster Pond · Quartier-d'Orléans · Sandy Ground · Terres-Basses